# Francis Greville, 5. Jarl af Warwick
Francis Richard Charles Guy Greville, 5. jarl af Warwick (født 9. februar 1853, død 15. januar 1924), stiliseret som Lord Brooke indtil 1893, var en britisk konservativ politiker.
Greville var søn af George Greville, 4. jarl af Warwick, og hans hustru Lady Anne, datter af Francis Wemyss-Charteris, 9.jarl af Wemyss, og han blev uddannet på Eton og Christ Church på University of Oxford. Den 28. februar 1874 blev han udnævnt som underløjtnant i Warwickshire Yeomanry. Brooke blev udnævnt som stedfortrædende løjtnant af Warwickshire den 3. marts 1875 og forfremmet til kaptajn i Yeomanry den 26. august 1876.
Han blev valgt ind i Det britiske parlament for Somerset East i 1879, og hvilket han var frem til 1885, og senere repræsenterede han Colchester fra 1888 til 1892. Det følgende år efterfulgte han sin fader i jarldømmet, og kom ind i House of Lords.